# 表層結構
在語言學的領域，特別是在語法中，表層結構（英語：surface structure，縮寫為，或通常簡稱為）指的是深層結構經過移位變形（transformation）後，所形成的最後一層句法結構。從句法角度來看，表層結構是最接近實際語言。如果深層結構沒有經過移位變形，那麼深層結構和表層結構是一致的。例如，的表層結構和深層結構是一樣的。如果深層結構有經過移位變形的話，那麼表層結構就是經過變形後所產生的句法結構。我們可以利用移位變形來改變句子的結構，如移動，增加或減少句子的字。例如，在深層結構裡，我們可以把動詞後的介系詞片語移到句首，變成表層結構

## 外部連結
- What is I-language? （页面存档备份，存于） - Chapter 1 of I-language: An Introduction to Linguistics as Cognitive Science. （英文）
- The Syntax of Natural Language （页面存档备份，存于） – an online textbook on transformational grammar. （英文）